# Moriyama-juku

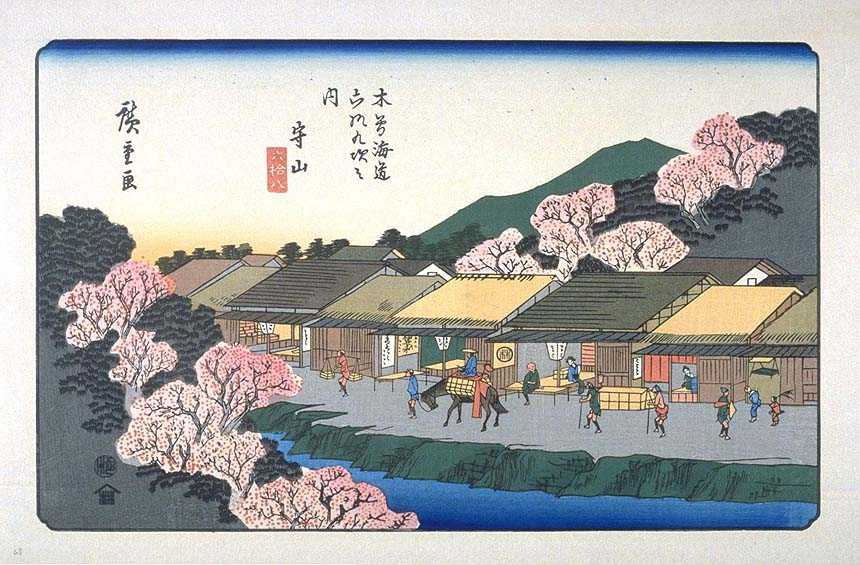
Moriyama-juku, estampe de Hiroshige de la série Les Soixante-neuf Stations du Kiso Kaidō.

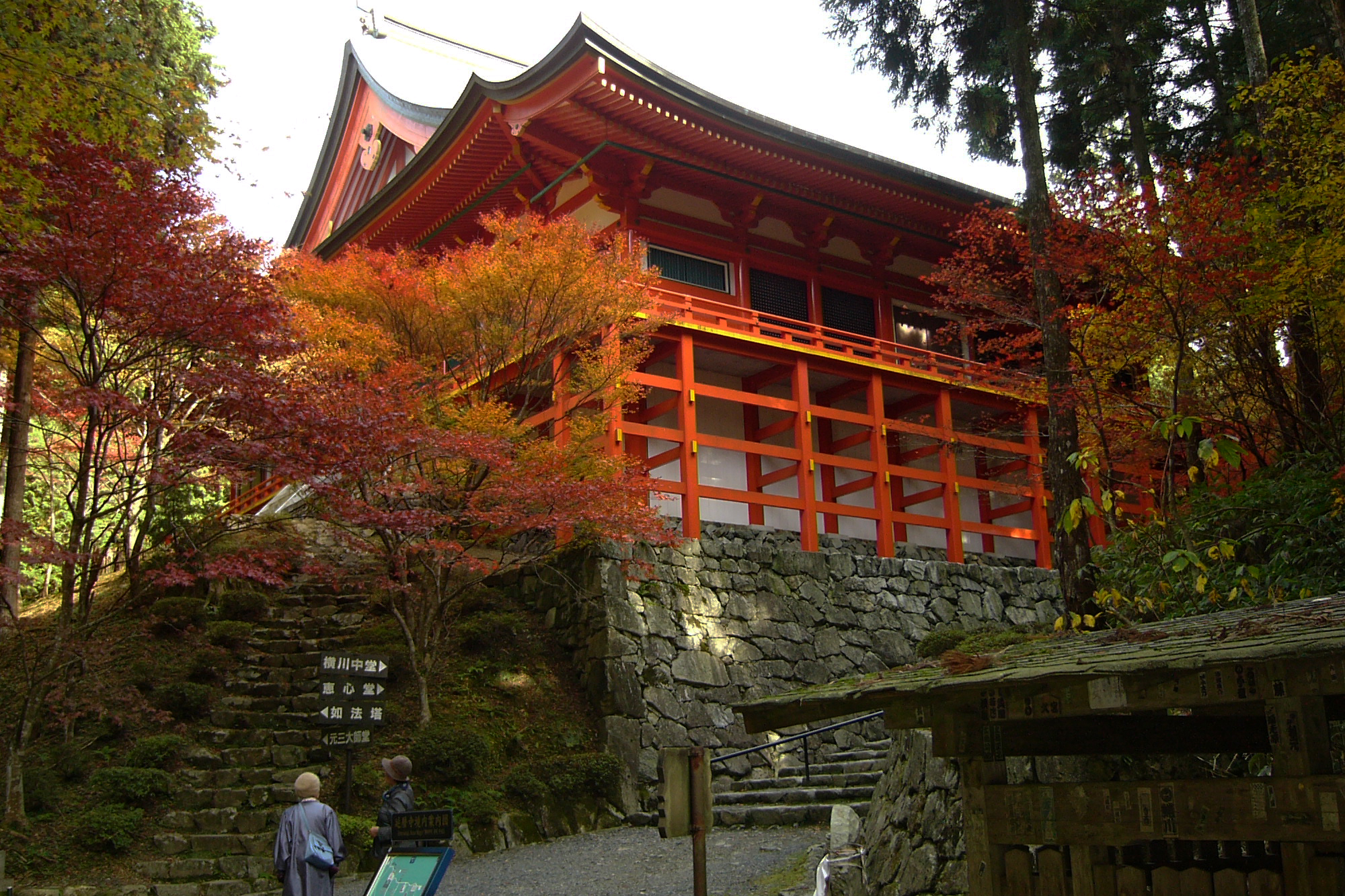
Enryaku-ji.

Pour les articles homonymes, voir Moriyama (homonymie).
Moriyama-juku (守山宿, Moriyama-juku) était la soixante-septième des soixante-neuf stations du Nakasendō. Elle est située dans la ville moderne de Moriyama, préfecture de Shiga au Japon.

## Histoire
Cet endroit doit son nom qui signifie « protecteur de la montagne », à son emplacement sur la porte occidentale du monastère Enryaku-ji au mont Hiei. Ce relais fut prospère car c'était le premier de la sorte au long du Nakasendō mais l'apparition de nouvelles stations ne lui fut pas néfaste.
En 1843, la shukuba comptait 1 700 résidents et 415 bâtiments, dont deux honjin, un honjin secondaire et 30 hatago.

## Stations voisines
Nakasendō
Musa-juku – Moriyama-juku – Kusatsu-juku